# التاريخ النفسي
التاريخ النفسي هو دراسة الدوافع النفسية للأحداث التاريخية. وهو يحاول الجمع بين رؤى العلاج النفسي ومنهجية البحث في العلوم الاجتماعية لفهم السبب النفسي لسلوك الجماعات والأمم، الاجتماعي والسياسي، في الماضي والحاضر. وموضوعاته الأساسية، هي مرحلة الطفولة وتأثير الأسرة، ودراسات الأنثروبولوجيا والإثنولوجيا النفسية.

## وصفه

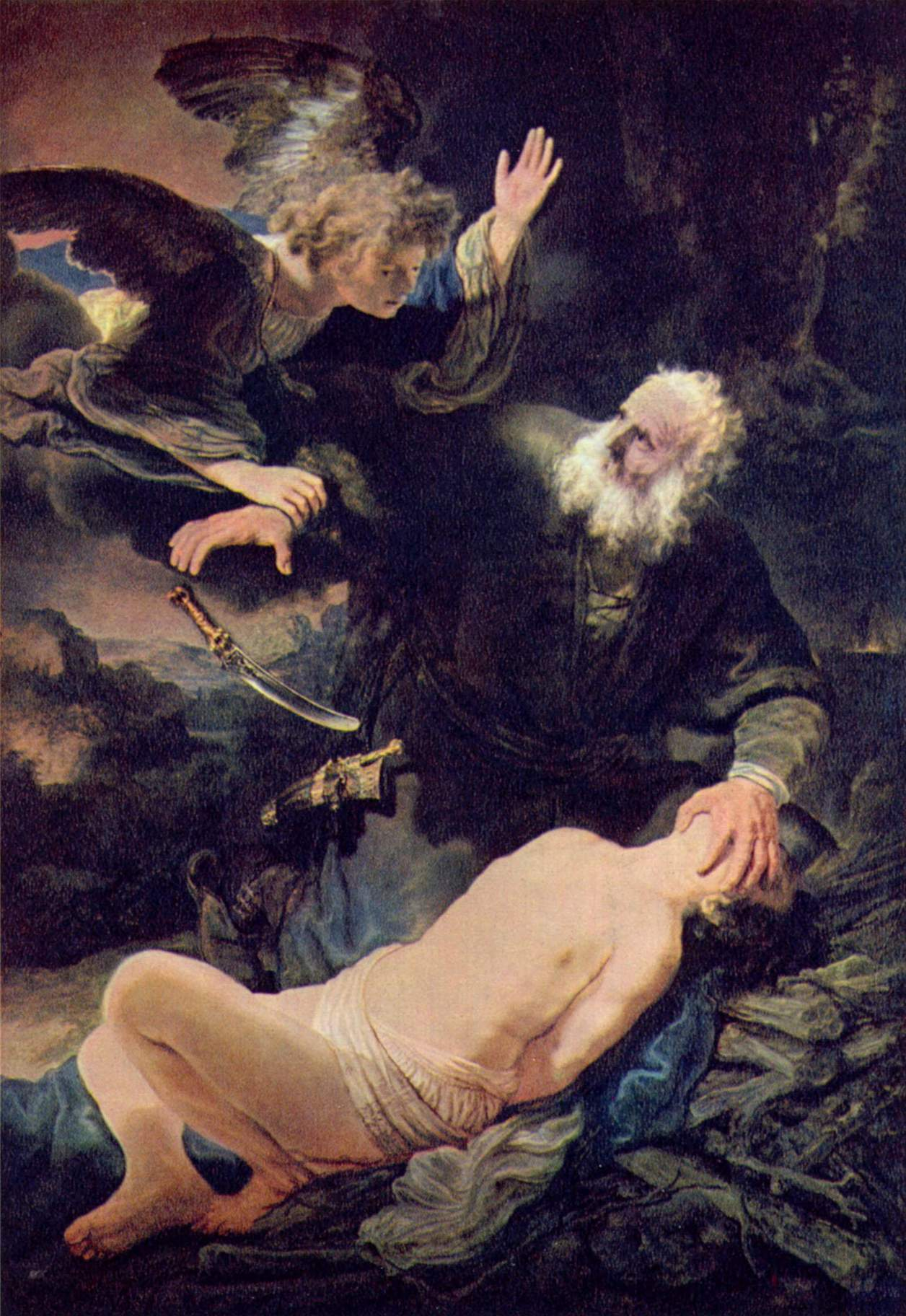
لوحة ذبيحة إسحق لرامبراندت(سفر التكوين.22). يرى التاريخ النفسي أن شعائر التضحية بالطفل حدثت مرة واحدة في معظم الثقافات.

يستمد التاريخ النفسي الكثير من مفاهيمه من المجالات التي يتجاهلها المؤرخون وعلماء الأنثروبولوجيا التقليديون، باعتبارها مجالات تشكل التاريخ البشري، وعلى وجه الخصوص، تأثيرات الأبوة والأمومة وإساءة معاملة الأطفال. واستنادًا إلى المؤرخين التقليدين«تُعتبر الثقافة مستقلة عن قوانين علم الأحياء وعلم النفس»،  و«يتطلب تحديد سبب واقعة اجتماعية إرجاع هذه الواقعة إلى الأحداث الاجتماعية السابقة وليس إلى الوعي الفردي».
من ناحية أخرى، يشير باحثو التاريخ النفسي إلى أن السلوك الاجتماعي مثل الجريمة والحرب قد يكون إعادة تجسيد لتدمير ذاتي سابق بسبب الاعتداء أو الإهمال؛ ويمكن أن تهيمن ذكريات العقل الباطن الماضية، والمخاوف المبكرة والأبوة والأمومة المدمرة، على السلوك الفردي والاجتماعي.
ويعتمد التاريخ النفسي اعتمادًا كبيرًا على السير التاريخية. ومن أبرز السير التاريخية في مجال التاريخ النفسي، تلك التي كتبها لويس ناميير، وفاون برودي، حيث كتب الأول عن مجلس العموم، وكتب الثاني عن توماس جيفرسون.
وأشاع المصطلح، مؤلف الخيال العلمي، والعالم إسحاق أسيموف، في سلسلة روايته الشهيرة، وإن كان في أعماله قد استخدم مصطلح التاريخ النفسي، علميًا ليشير إلى نظام رياضيات يمكن استخدامه للتنبؤ بالمستقبل.

### مجالات الدراسة
هناك ثلاثة مجالات مترابطة في دراسة التاريخ النفسي:
1. تاريخ الطفولة - الذي يبحث فيه من خلال عدة أسئلة:
- كيف تربى الأطفال عبر التاريخ
- كيف تكونت الأسرة
- لماذا وكيف تتغير المعاملات على مر الزمات
- تغير مكانة وقيمة الأطفال في المجتمع على مر الزمن
- لماذا وكيف تغيرت وجهات نظرنا في إيذاء الأطفال وإهمالهم

2. السيرة النفسية - التي تسعى لفهم التاريخ الفردي للشعوب ودوافعهم
3. التاريخ النفسي الجماعي - الذي يسعى لفهم دوافع مجموعات كبيرة، بما في ذلك الدول، في التاريخ وفي الشؤون الجارية. وبذلك سبق التاريخ النفسي استخدام الجماعات لتحليل الخطب السياسية، والرسوم السياسية وعناوين وسائل الإعلام والاستعارات والكلمات المتكررة التي تقدم أدلة على تفكير العقل الباطن وسلوكياته.

### ظهوره بوصفه تخصصًا
شمل كتاب سيغموند فرويد المعروف، الحضارة وسخطها(1929)، تحليلًا للتاريخ مبنيًا على نظريته في التحليل النفسي. ومع ذلك، لم يكت النص الذي كتبه فرويد بأي حال من الأحوال تاريخًا نفسيًا، حيث كان تركيز الدراسة هو فحص وشرح مستوى الذات الفردية التي قد تنشأ عن تأثير هياكل الحضارة. بل هو في الواقع، على عكس التاريخ النفسي، فهو يدعي أن اللاوعي والذات الفردية على حد سواء، تأثيرات هيكلية لقوى اجتماعية مختلفة، وهي الحضارة.
جمع ويلهلم رايش نظرياته حول التحليل النفسي والسياسي في كتابه علم النفس الجماعي للفاشية في عام 1933.
كتب عالم النفس والفيلسوف إريك فروم حول الدافع النفسية وراء الأيديولوجية السياسية، بدءً من الخوف إلى الحرية في عام 1941.
ونشر عضو آخر في مدرسة فرانكفورت، ثيودور أدورنو، الشخصية الاستبدادية، في عام 1950، والذي كان كتابًا اجتماعيًا مؤثرًا، يُمكن اعتباره كتابًا بدائيًا عن التاريخ النفسي.
وظهر أول استخدام أكاديمي للتاريخ النفسي في كتاب إريك إريكسون، مان لوثر (1958)، حيث دعا المؤلِف إلى نظام«التاريخ النفسي» لدراسة تأثير الطابع البشري على التاريخ.
وطور لويد دى موس منهج التاريخ النفسي رسميًا منذ عام 1974 فصاعدًا، وظل مُنظِرًا ذا تأثير كبير في هذا المجال.

### استقلاله بوصفه تخصصًا
وقد أكد باحثو التاريخ النفسي أنه مجالًا مستقلًا له أساليب وأهداف ونظريات معينة، تميزه عن التحليل التاريخي التقليدي وعن الأنثروبولوجيا. ومع ذلك، جادل بعض المؤرخين والعلماء وعلماء الأنثروبولوجيا الاجتماعية لديها، أن تخصصاتهم تصف بالفعل الدافع النفسي وبالتالي، فإن التاريخ النفسي ليس مجالًا منفصلًا. واعتبره البعض أنه يمثل مجالًا دراسيًا غير منضبط، بسبب تركيزه على دوافع الشعوب النفسية على مر التاريخ. شك أتباع فرويد في جدوى تطبيق التحليل النفسي بعد الوفاة.
وأكد باحثو التاريخ النفسي أن الفرق هو الفرق بين ما تركز عليه الدراسة التقليدية ودراسة التاريخ النفسي، حيث أن الدراسة التقليدية، اهتمت بالسرد والوصف، وقلما تطرقت إلى الدوافع النفسية. واتهم باحثو التاريخ النفسي معظم علماء الأنثروبولوجيا والإثنولوجيا بكونهم المدافعين عن زنا المحارم والوأد وأكل لحوم البشر، والتضحية بالأطفال. وهم يؤكدون أن إساءة معاملة الأطفال ظاهرة موضوعية، وأن بعض الممارسات التي اعتذر عنها علماء التيار السائد في الأنثروبولوجيا (على سبيل المثال، الطقوس القربانية) قد تؤدي إلى الذهان، والتفكك: ولا سيما بالنسبة للأطفال الباقين في قيد الحياة الذين رأوا تضحية آبائهم بأحد أخواتهم. واعتقدوا أيضًا أن الثقافة النسبية تتعارض مع وثيقة حقوق الإنسان.

## الأسلوب النفسي
وقد شرح ليود دي موس نظامًا بالطرق النفسية (انظر أدناه) التي تصف مجموعة من أساليب الآباء والأمهات التي لاحظ وجودها تاريخيًا وعبر الثقافات.
وقد كتب باحثو التاريخ النفسي الكثير عن التغيرات التي تحدث داخل النفس البشرية عبر التاريخ؛ التغيرات التي يعتقدون أنها نتيجة معامل الآباء، وخصوصًا التغيرات التي تحدث بسبب زيادة قدرة الأمهات على التعاطف مع أطفالهم. ونتيجة لهذه التغيرات في مسار التاريخ، ظهرت الطبقات النفسية مختلفة (أو الوسائط نفسية المنشأ). والطبقة النفسية هي نوع من العقلية التي تنتج عن، وترتبط ب، أسلوب تربية الأطفال بشكل خاص، الذي يؤثر بدورره على طريقة تربية أطفال الأجيال القادمة. واستنادًا إلى نظرية التاريخ النفسي، مهما كانت التغيرات التي تحدث في البيئة، فإن المجتمعات تبدأ في التقدم، فقط، عندما تحدث تغيرات في مرحلة الطفولة وتتطور طبقة نفسية جديدة.
الأساليب النفسية الرئيسة التي شرحها دي موس:
| الأسلوب            | خصائص تربية الطفل | الدلائل التاريخية |
| ------------------ | --- | --- |
| قتل الطفل          | قتل الطفل في وقت مبكر من مرحلة التنشئة: الذبيحة الشعائرية، معدلات قتل الأطفال المرتفعة، سفاح المحارم، تششويه الجسد، اغتصاب الطفل وتعذيبه. | التضحية بالطفل وقتله بين المجتمعات القبلية، أمريكا الوسطى والأنكا؛ في الأديان الآشوريةو الكنعانية، يضحي الفينيقيون، والقرطاجييون وغيرهم، بالأطفال الرضع في سبيل إرضاء آلهتهم. ومن ناحية أخرى، كان الإغريق والرومان أكثر استنارة نسبيًا حيث كانوا يعرضون بعض من أطفالهم ("للقتل" في مرحلة متقدمة).                                                    |
| قتل الطفل          | قتل الأطفال في وقت متأخر من مرحلة التنشئة: في حين أن الأمهات لم ينبذن الأطفال إلى حد كبير، تعرض الكثير من الأطفال حديثي الولادة، وخاصة الإناث، للموت. | التضحية بالطفل وقتله بين المجتمعات القبلية، أمريكا الوسطى والأنكا؛ في الأديان الآشوريةو الكنعانية، يضحي الفينيقيون، والقرطاجييون وغيرهم، بالأطفال الرضع في سبيل إرضاء آلهتهم. ومن ناحية أخرى، كان الإغريق والرومان أكثر استنارة نسبيًا حيث كانوا يعرضون بعض من أطفالهم ("للقتل" في مرحلة متقدمة).                                                    |
| الانفصال           | اعتبر المسيحيون الأوائل أن الطفل يمتلك روحًا عند ميلاده، على الرغم من أن النزعات الشريرة تمتلك هذه الروح. واستُبدل قتل الأطفال النمطي بالانضمام إلى مجموعة فانتازيا تضحية المسيح، الذي أرسله والده ليُقتل من أجل خطايا الآخرين. واستمر الشذوذ الجنسي للأولاد في الأديرة وفي أماكن أخرى، وكان اغتصاب الفتيات أمرًا شائعًا.                                                                                            | وحل الانفصال محل قتل الأطفال. ولم يستوعب هؤلاء الأطفال الذين عاشوا هذه التجربة تمامًا وجود الأنا الأعلى القاتل. وانتشر تقميط الأطفال، وكفالتهم، وجود المرضعات، تقديم الأطفال باعتبارهم قرابين للأديرة وللراهبات، وتلمذتهم. |
| التناقض            | شهد القرن ال12 ظهور الكتيبات الأولى لتعليم الطفل والقوانين البدائية لحمايته، على الرغم من استمرار فقر الأمهات عاطفيًا تجاه أطفالهن. وغالبًا ما كان الكبار ينظرون إلى الأطفال باعتبارهم كائنات مثيرة جنسيًا. | وأنهت العصور الوسطى التخلي عن الأطفال للأديرة. وكان إنهاء ضرب الأطفال في مرحلة مبكرة، وتقميطهم على نحو أقصر، والحداد على موتهم، مُبشِرًا بوجود مزيد من التعاطف نحوهم. |
| التدخل             | أثناء القرن ال16، وبخاصة في إنجلترا، انتقل الآباء من محاولة وقف نمو أطفالهم، إلى محاولة جعلهم خاضعين لهم. كان الآباء على أتم الاستعداد للاهتمام بأطفالهم طالما لا يمانع الأطفال في تحكم الآباء في عقولهم، ودواخل أنفسهم، وغضبهم، والحياة التي يعيشونها. | وبدأ الآباء المتدخلون في حياة أطفالهم في إلغاء تنميط الرضيع. وكان تدريب الأطفال على كيفية استخدام المراحيض، قمعًا لغريزة الطفل الجنسية. وكانت تهديدات الطفل البروتستانتي بدخول النار أكثر شيوعًا في ذلك الوقت عن تلك المستخدمة في الطرق الحديثة لتربية الأطفال. ومن ناحية أخرى، جعل إنهاء التقميط ووجود المرضعات، من التقدم العلمي الهائل أمرًا ممكنًا. |
| التنشئة الاجتماعية | منذ القرن ال 18, بدأت المرأة فعليًا تستمتع برعاية الطفل، كما بدأ الآباء المشاركة في تنمية مهارات الطفل. وظل الهدف غرس مشاعر الأبوة والأمومة بدلًا من تشجيع وجود سمات شخصية للطفل. واستخدم الاستغلال والضرب لجعل الأطفال مطيعين. واختفت فكرة تهديد الأطفال بنار جهنم، واستخدام بعض الأشياء لضرب الأطفال. ويظل أسلوب التنشئة الاجتماعية أكثر النماذج شيوعًا للآباء في أمريكا الشمالية وأوروبا الغربية حتى يومنا هذا. | وانتشر، "تأنيب ضمير الطفل"، وإذلاله، ووقفه عن اللعب، التعليم الإلزامي، وتنفيذ رغبات الآباء والأمهات. وحيث قل تدخل الآباء بحد كبير، أصبحت عملية تربية الطفل، إرادية وليست تدريبية. وبنت طبقة التنشئة النفسية العالم الجديد. |
| المساعد            | بداية من منتصف القرن ال20، تبنى بعض الآباء دور مساعدة أطفالهم في الوصول إلى أهدافهم في الحياة، بدلا من "تطبيعهم" لتحقيق طموحات والديهم. وكلما قل الاستغلال، زاد الحب البعيد عن المصالح. كان الأطفال الذين تربوا بهذه الطريقة أكثر تعاطفًا تجاه الآخرين مقارنة بالأجيال السابقة. | حركة حقوق الطفل، الولادة الطبيعية، نبذ الختان، التعلق بالأبوة والأمومة، النطر للأطفال بجدية، عدم تقييد حرية الطفل، تدريب الآباء بفعالية، مرحلة ما بعد المدرسة والتعليم المجاني، أُخِذَ كل ذلك على محمل من الجد. |

### الطبقة النفسية في عصر ما بعد الحداثة
وفقًا للنظرية النفسية، منذ مارس الإنسان البدائي والعائلات في معظم القبائل القتل، ظهر تشويه الأطفال، وسفاح المحارم والاعتداء بالضرب على الأطفال في جميع الأنحاء في عصور ما قبل التاريخ والعصور التاريخية. وفي الوقت الحاضر يُعتبر أسلوب التنشئة الاجتماعية الغربي لتربية الأطفال أقل سوءًا، على الرغم من هذا الأسلوب لا يخلو تمامًا من الاعتداء حتى الآن. وفي مقدمة مقالته الإبداعية«تطور الطفولة»،(أولى المقالات في التاريخ عن الطفولة)، ذكر دي موس أن:
تارخ الطفولة ما هو إلا كابوس بدأنا نستيقظ منه مؤخرًا. وكلما عاد المرء إلى الوراء، كلما وجد مستوى رعاية الطفل أكثر انخفاضًا، وأن الأطفال كانوا أكثر عرضة للقتل، والإهمال، والضرب، والترويع والاعتداء الجنسي.
وهناك على الرغم بعض سمات التفاؤل في هذا المجال. وفي عالم من الآباء والأمهات الذين يستخدمون «أسلوب المساعدة» في تربية الأطفال، يختفي العنف أيًا كانت أنواعه، جنبا إلى جنب مع التفكير المتخيل والاضطرابات النفسية والحروب التي يشنها الإنسان على الإنسان، وذلك ما يؤمن به دي موس. وعلى الرغم مما أحرزته انتقاداته، يبقى الأمر في حد ذاته شكلًا من أشكال التفكير السحري.

## النقد
ولا توجد أقسام مخصصة لدراسة«التاريخ النفسي» في أي مؤسسة للتعليم العالي، وأعدت بعض المؤسسات التاريخية مقررات خاص به، مقدمة مجالًا دراسيًا جديدًا عرف باسم«كليودايناميكس» الذي اهتم بالمجالات المرتبطة رسميًا بالتاريخ النفسي. ومع ذلك، لا يزال التاريخ النفسي مجالًا دراسيًا مثيرًا للجدل، مواجهًا الانتقادات الأكاديمية. ويستخدم التاريخ النفسي منهجيات متعددة يصعب تحديد أيا منها أكثر ملائمة لموقف ما.
والقارئ بلا شك على دراية بهذه التجاوزات التاريخية النفسية.هناك فرق كبير، ولكن، بين حسن القصد وخطورته، وإن كانت هناك محاولة لفهم النفس في التاريخ فإن التاريخ النفسي يكشف في بعض الأحيان المواد الإباحية التاريخية، للحصول على أمثلة من هذا القبيل تكشف تافهة التاريخ الننفسي، انظر مجلة التاريخ النفسي. لمحاولات أكثر جدية وعلمية لفهم البعد النفسي للماضي، انظر استعراض التاريخ النفسي.
وانتُقِد باحثو التاريخ النفسي المعاصرون بأنهم متورطين مع دي موس، الذي لم تتحدث نظرياته عن المجال بأكمله.

## المؤسسات
عرضت إحدى الجامعات دورة في التاريخ النفسي على المستوى الجامعي، وقد نُشِرًت تفاصيل الدورة: جامعة بوسطن
وأسس لويد دي موس معهد التاريخ النفسي. وكان لهذا المعهد 19 فرعًا في جميع أنحاء العالم، وظلت لأكثر من 30 عامًا ينشر مجلة التاريخ النفسي. كما أسس دي موس جمعية التاريخ النفسي الدولية (في عام 1977) بوصفها منظمة مهنية لمجال التاريخ النفسي. وتنشر هذه الجمعية أخبار التاريخ النفسي ولها بريد إلكتروني للاستعارة المكتبية.
وتستضيف الجمعية مؤتمرًا سنويًا.
وينشر منتدى التاريخ النفسي، مجلة فصلية وهي مجلة كليو النفسية. وقد أسس المؤرخ والمحلل النفسي بول إيلوفيتز منظمة للتاريخ النفسي عام 1983. وتضم هذه المنظمة الأكاديميين والمعالجين، والأشخاص العاديين، وتعقد اجتماعات علمية منتظمة في مدينة نيويورك ولها اتفاقيات عالمية. وترعى أيضًا مجموعة نقاش على الإنترنت.
وفي ألمانيا، يلتقي العلماء المهتمون بالتاريخ النفسي سنويًا منذ عام 1987. وفي عام 1992، تأسست جمعية "Gesellschaft FÜR Psychohistorie" وهي («جمعية للتاريخ النفسي وعلم النفس السياسي»). وتنشر هذه الجمعية أبحاثًا سنوية عن التاريخ النفسي.

## أبرز الباحثين
- لويد دي موس، مؤسس معهد التاريخ النفسي.
- بول إيلوفيتز، مؤسس منتدى التاريخ النفسي.[23]
- روبرت جاي ليفتون، وهو طبيب نفسي متخصص في الدوافع النفسية للحرب والإرهاب.